# Aigües Rubinat-Llorach
L'empresa Aigues Rubinat-Llorach, va ser creada a finals del segle xix per Pau Llorach i Malet. Aquestes aigües es van comercialitzar arreu del món gràcies a les seves propietats guaridores.

## Història
A mitjans de la dècada del 1870, el metge Pau Llorach, conegut especialista en malalties mentals i fundador de l'Institut Frenopàtic de les Corts, va tenir coneixement de l'existència d'unes aigües a la zona del Barranc de Sant Romà (o Torrent Salat), a menys d'1 km del poble de Rubinat, al terme municipal de la Ribera d'Ondara, a Lleida. Va sol·licitar la col·laboració del geòleg, Lluís Marià Vidal, per tal de fer una anàlisi exhaustiva de les aigües. Els resultats van concloure que l'aigua tenia una composició òptima pel tractament de malalties de l'aparell digestiu, restrenyiment i diverses dermatosi, amb una concentració de sals excel·lents i components tòxics molt reduïts. Pau Llorach va invertir tots els seus estalvis comprant els terrenys on hi va fer construir una planta embotelladora, va crear la infraestructura per controlar i distribuir l'aigua. L'any 1878 va iniciar el negoci. L'aigua de Rubinat-Llorach es captava directament de l'interior de la font subterrània, d'aquesta forma quedava protegida de possibles microbis. Al pou, s'omplien les garrafes amb què s'emplenaven les ampolles. Seguidament, les ampolles s'etiquetaven, s'hi posava els taps de suro i l'escut de Rubinat es lacrava amb cera.
La mercaderia arribava a Cervera i, d'allà, a Barcelona, des d'on es distribuïa arreu del món a través de les oficines internacionals de París.

## Consolidació de l'empresa i exportació
Després de l'informe emès pel geòleg Lluís Marià Vidal Carreras, l'aigua va ser autoritzada a França. Ràpidament, va començar una campanya de difusió de les seves propietats medicinals i es va crear una estructura de comercialització que li va permetre la venda quasi de manera immediata en diversos països europeus. Mesos més tard de la seva introducció a França, ja hi havia distribuïdores a diferents ciutats d'Itàlia. El maig del 1885, es va registrar a França la marca comercial Rubinat LLorach i el desembre de 1889 va sol·licitar la mateixa marca a Espanya, que li va ser concedida al maig de 1890.
L'any 1880, a l'inici de l'explotació, l'empresa tenia uns guanys de 500 pessetes diàries, comparable amb els guanys que pugui obtenir actualment una multinacional de qualsevol sector capdavanter.
Els seus reconeixements eren constants, tant en les exposicions de l'època com en les valoracions fetes per part de la classe mèdica. A Hondures i a Veneçuela, entre altres llocs del continent americà, es conserva documentació que mostra com els metges receptaven aquesta aigua. També va arribar als Estats Units on, actualment, es conserven dos exemplars d'ampolles d'aigües de Rubinat al Museu Nacional d'Història d'Amèrica (National Museum of American History). També hi ha constància documentada de persones que consumien les aigües a la ciutat de Boston, l'any 1888.
Aquestes aigües van obtenir molts premis, entre ells, l'any 1884 a l'Exposició de Bordeus on van ser guardonades amb medalles d'or i diplomes d'honor i el 1900 amb la Gran Medalla en l'exposició de París.
L'abril del 1919, la propietat de la marca va passar a les filles de Pablo Llorach. El juliol de 1922 es va constituir la Sociedad Explotadora de las Aguas de Rubinat LLorach, SA. La societat es va dissoldre formalment el desembre de 1943, malgrat que l'aigua es va seguir comercialitzant un temps més. El 1944 es van vendre 90.000 ampolles per un valor de 180.000 pessetes. El 1945, la propietat de la marca va tornar a la família Llorach i el juny de 1948 va passar a M. i F. Ferrer y Compañía Limitada. Actualment, només queden les ruïnes de la Torre dels Francesos, la planta d'envasament i, distribuïts per tot el món, materials publicitaris d'un notable valor artístic.